# Stefan Mautner
Stefan Mautner, auch Stephan Mautner, (geboren 12. Februar 1877 in Wien; gestorben vermutlich Juli 1944 im KZ Auschwitz) war ein österreichischer Unternehmer und ältester Sohn des Großindustriellen Isidor Mautner und dessen Ehefrau Jenny.

## Leben
Stefan Mautner war das älteste von vier Kindern des jüdischen Großindustriellen Isidor Mautner und dessen Ehefrau Jenny (geb. Neuman(n)). Er wurde von seinem Vater systematisch als Nachfolger in seinem Konzern aufgebaut. Als einziges der vier Kinder absolvierte Stefan eine vollständige schulische Ausbildung am Schottengymnasium in Wien. Nach der Matura im Jahr 1895 und dem einjährigen Wehrdienst besuchte er eine Webereischule und führte ein Betriebspraktikum in der mechanischen Weberei in Schumburg an der Desse durch, die der Firma Isaac Mautner & Sohn gehörte.
1898 wurde er vom Präsidenten der Handelskammer Reichenberg, zu deren Bezirk auch Schumburg gehörte, zum „commerzieller Berichterstatter“ für eine „kaufmännische Studienreise nach Ostasien“ berufen. Nach seiner Rückkehr heiratete er im April 1900 Elsa Eissler und bezog ein Haus im Wiener Cottageviertel. Aus der Ehe gingen vier Kinder hervor.
Nach dem Tod seines Großvaters übernahm Stefan Mautner am 27. April 1901 dessen Position als persönlich haftender Gesellschafter der Firma Isaac Mautner & Sohn. Nachdem das Unternehmen 1905 von seinem Vater in eine Aktiengesellschaft umgewandelt worden war, stieg er bis 1916 zum Vizepräsidenten des Unternehmens auf. Auch in den zahlreichen anderen väterlichen Unternehmen übernahm Stephan Posten im Verwaltungsrat. In dem 1915 gegründeten Unternehmen „Deutsche Textilwerke Mautner AG“ bekleidete Stephan einen der drei Vorstandsposten, 1916 übernahm er gemeinsam mit seinem Vater die Geschäftsleitung der Pölser Papierfabrik und der Eisenwerke Sandau. Daneben wurde Stephan Mautner 1912 Mitglied der Einkommensteuerschätzungskommission, 1913 Mitglied des Schiedsgerichts der Warenbranche und 1916 Vorstandsmitglied des Verbandes der österreichischen Baumwollspinner.

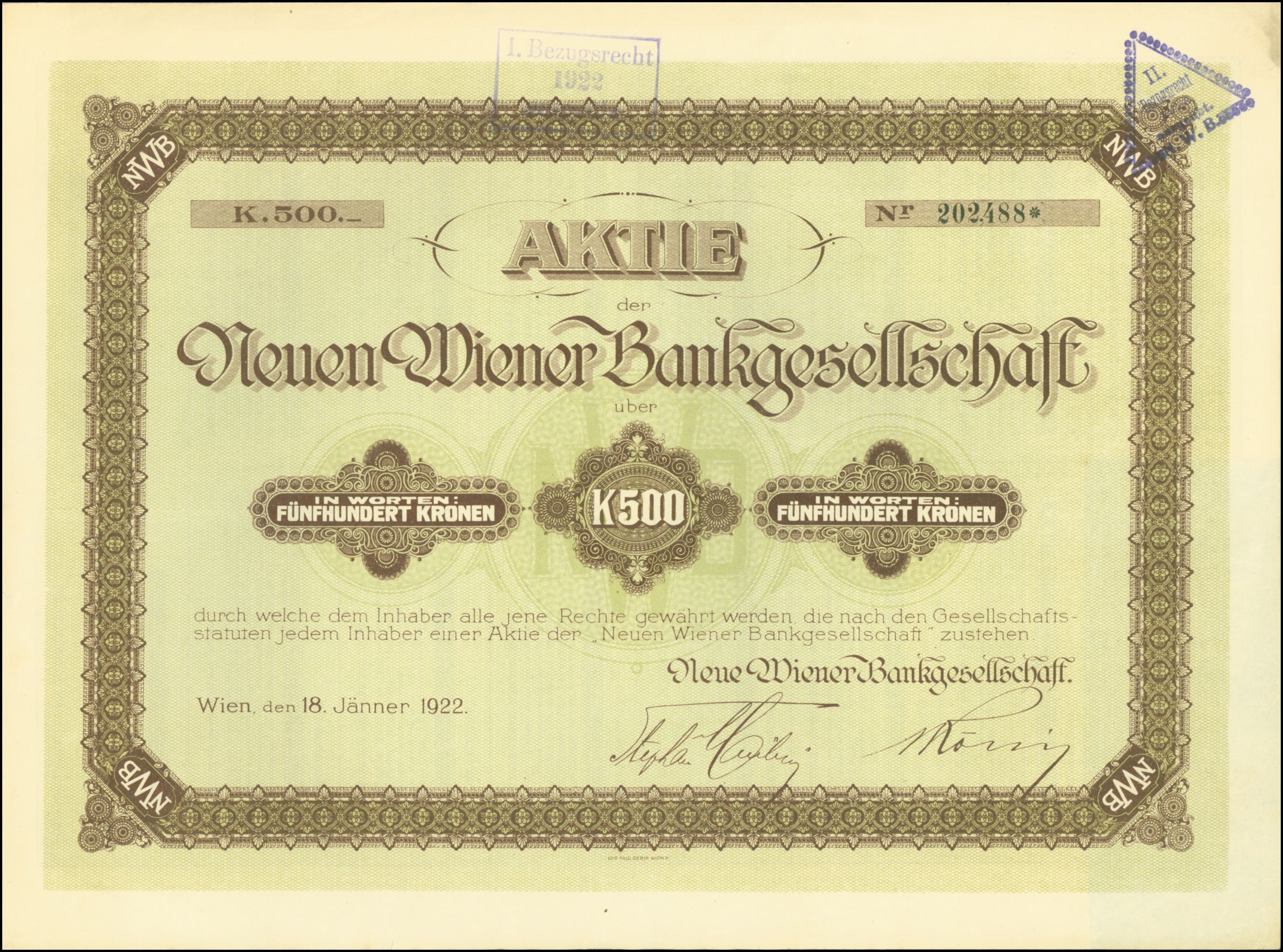
Aktie über 500 Kronen der Neuen Wiener Bankgesellschaft vom 18. Januar 1922

Nach dem Ersten Weltkrieg wurde er 1921 zum Präsidenten der neu gegründeten Neuen Wiener Bankgesellschaft gewählt, deren Hauptaktionär Isidor Mautner war. Die Wiener Bankenkrise von 1924 brachte auch dieses Institut an den Rande des Bankrotts, die Geschäfte konnten nur dadurch fortgeführt werden, dass Isidor Mautner seinen Immobilienbesitz bei der Österreichischen Nationalbank verpfändete. Allerdings erwies sich diese Maßnahme als nur kurzfristig hilfreich, am 31. Oktober 1926 musste er die Auflösung der Bank beschließen, was maßgeblich zum Zusammenbruch des Firmenimperiums seines Vaters beitrug.
Nach dem Tod seines Vaters am 13. April 1930 trat er von all seinen Posten zurück und widmete seine Zeit fast ausschließlich seinen beiden großen Leidenschaften, der Jagd und der Malerei. Er verfügte über ein großes Jagdrevier mit einem Jagdhaus in Trattenbach am Wechsel und hatte in seiner Jugend eine fundierte künstlerische Ausbildung genossen, zuletzt bei dem renommierten Maler Hugo Charlemont.
Nach dem Anschluss Österreichs an das nationalsozialistische Deutsche Reich am 14. März 1938 wurde er durch die Enteignungsmaßnahmen der Nationalsozialisten seines gesamten Vermögens mitsamt seiner wertvollen Bildersammlung beraubt. Während seine Kinder in die USA emigrieren konnten, flüchtete er mit seiner Frau nach Ungarn. Beide überlebten den Holocaust nicht; entweder starben sie in Budapest oder wurden im Juli 1944 in das KZ Auschwitz deportiert und dort ermordet. Möglicherweise zeigt ein in Auschwitz entstandenes Foto von Neuankömmlingen Stephan Mautner.

## Bedeutung
Seine malerische und graphische Produktivität, die sich im Rahmen der akademischen Malerei bewegte, war beachtlich, allerdings gelangten nur sehr wenige seiner Arbeiten in den Kunsthandel, ein Großteil befindet sich im Besitz der Albertina. Zudem verfasste Stephan Mautner literarische Werke, die er mit eigenen Illustrationen und Graphiken versah: Das Haus auf der Dürr, 1918 bei Waldheim-Eberle erschienen; Farbige Stunden, erschienen 1921 im Verlag der Wiener Graphischen Werkstätte, der einige Erlebnisse auf der Ostasienreise von 1898 enthält, sowie Farbige Stunden, 2. Teil, erschienen 1927 im Steyrermühl-Verlag, worin überwiegend Jagderlebnisse berichtet werden.

## Schriften
- Bericht über eine kaufmännische Studienreise nach Ostasien. Selbstverlag, Wien 1899.
- Das Haus auf der Dürr. Waldheim-Eberle, Wien 1918 (unter dem Titel Trattenbach auch als Privatdruck erschienen).
- Farbige Stunden. Verlag der Wiener Graphischen Werkstätte, Leipzig u. Wien 1921.
- Farbige Stunden. 2. Teil. Steyrermühl, Wien 1927.